# Artés Gato Montés
El Artés Gato Montés es un modelo de vehículo todoterreno anfibio, conocidos como ATV-anfibio, con tracción 6x6 fabricado por la empresa española Artés en 1971.
Fue presentado en el Salón del Automóvil de Barcelona del año 1971 con el nombre de Gato Montés.

## Historia

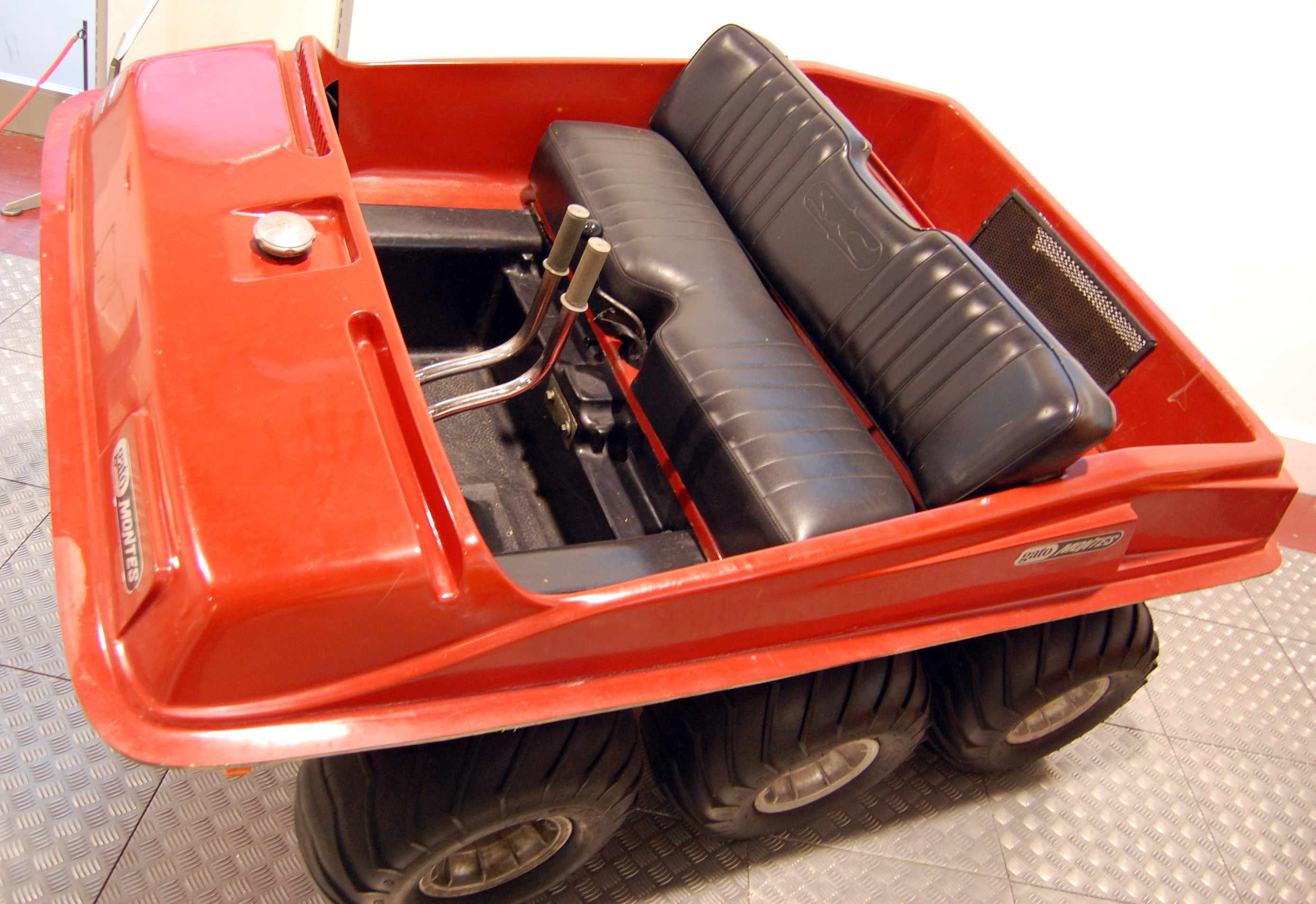
Todoterreno anfibio 6x6 Artés Gato Montes en el Museo de Historia de la Automoción de Salamanca

José Artés de Arcos, encargó a su hijo Jesús, el desarrollo de un vehículo anfibio y todo terreno, poniendo a su disposición los medios financieros e industriales de su empresa, además de la experiencia adquirida durante el desarrollo del Amphicar, para el cual participó en el diseño del chasis.
El prototipo fue presentado en el año 1971 en el Salón del Automóvil de Barcelona y se vendieron unas 200 unidades.

## Características
La mejora fundamental introducida en el Gato Montés, con respecto a prototipos anteriores, fue la adopción de un motor Citroën 2 CV, completo, con su embrague y cambio. El motor bicilindrico Citroën fue probado en todo tipo de condiciones. A la salida de la caja de cambios, automática con variador de embrague centrífugo, dos ejes -uno por cada lado- pasaban el movimiento a sus respectivas cadenas. Por medio de estas últimas, los dos juegos de tres ruedas tomaban movimiento, similar a un carro de combate o un tractor oruga.
El conjunto del motor iba sobre un pequeño bastidor, el cual estaba unido, a su vez, a la carrocería, que era de fibra de vidrio y de 2 metros de largo. Esta última era completamente estanca. Los agujeros por los que pasan los ejes de las ruedas llevan sus correspondientes retenes, que impiden la entrada de agua. Los enormes neumáticos -se hinchan a tan solo 0,250 kg/cm² - conferían al vehículo un aspecto simpático.
La conducción se efectuaba de manera muy simple, por medio de las dos palancas que encontraba ante sí el usuario. Las luces formaban parte del equipo de serie, mientras que la capota rígida, la calefacción, el gancho para remolcar y la plataforma de transporte eran opcionales.
El precio del Gato Montés en España en 1971 era de 110.000 Ptas (660 euros). Se estima que en España se produjeron 200 unidades.

### Derivados y antecesores

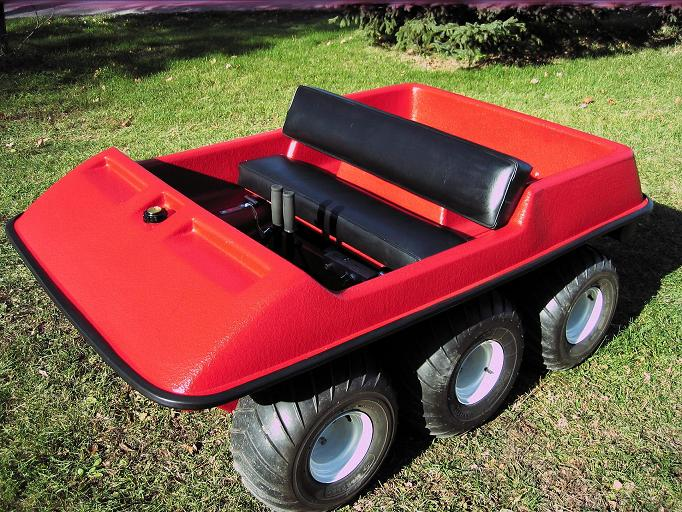
Amphicat (1968)

Del Gato Montés (1971) hubo precedentes así como también se otorgaron licencias de fabricación en el extranjero.
- En 1961 Borgwarner fabricó en Canadá un ATV-anfibio con el nombre de  Amphicat .[4][5]
- En los EE. UU., el Amphicat también fue fabricado en 1969 por Mobility Unlimited Inc. a Auburn Hills, Míchigan. Más tarde, la cadena de producción fue comprada por Magna American Corp., una división de la Magna Corporation, la cual produjo el vehículo en Raymond (Misisipi), durante varios años.[6][7]
- En 1971, Artés anunciaba la fabricación, para el invierno del 72, del 'Gato Ski', una moto de nieve con motor Bultaco de 30 CV, o Sachs Wankel de 25 HP, con convertidor hidráulico y una velocidad punta entre 80 y 110 km/ h.
- En Francia lo fabricó bajo licencia Massey Ferguson y lo comercializó con el nombre de  Wild Cat [3]